# 燕山立交桥
燕山立交桥位于中华人民共和国山东省济南市历下区经十路与二环东路交叉口，是山东的第一座综合性全高架城市枢纽互通立交。因在燕翅山旁而得名。燕山立交桥东西长1850米，南北长1745米，设跨线桥2座和转向匝道桥8座。项目投资2.7亿元，于2002年8月20日开始建设，2003年8月30日竣工。分别于2008年和2016年进行后续建设以连接济南二环东高架。燕山立交桥东西向连接济南经十路，南北向连接二环东路高架桥，是连接济南新城与老城的枢纽地带。此项目曾获得获山东省2005年度优秀勘察设计奖、2005年度山东省“泰山杯”优质工程奖和2005年的国优银质奖。

## 设计施工
燕山立交桥为济南市“十一五”规划中的重点建设项目。总投资2.74亿元人民币。燕山立交桥为半苜蓿叶半定向型互通立交。由2座分别跨越经十路和二环东路的跨线桥、8座匝道桥、2座地面辅导桥共12座高架桥组成。占地面积约为26.73公顷，桥面面积90,000平方米。设计载荷采用BZZ-100标准。2002年8月20日开始建设。燕山立交桥采用了桩基、独柱墩、双柱墩、薄壁墩等结构。由于地形和交通情况复杂，燕山立交桥的E匝道10号墩创新性地采用了门型墩形式，并通过一次性浇筑实现了门型墩横梁嵌入在连续箱中。该技术被专家认定为重大技术创新。同时在防撞栏的设计上采用组合曲线整体式护栏，增加桥梁的可靠性与观赏性。2003年8月30日立交桥竣工。2003年9月3日济南市人民政府正式批复立交桥命名为“燕山立交桥”。

## 后续建设

### 坡改桥项目
2008年燕山立交桥开始实施山东省首个“坡改桥”项目。该工程首先拆除燕山立交桥北侧坡面的挡土墙，然后通过“顶升”工程将北侧长约170米、重约12,000吨的桥面抬升0.029-4.139米的高度，使燕山立交桥与北面的二环东高架相连接。整个工程将使用75台千斤顶，每台千斤顶可顶起的最大质量为200吨。精度为0.02毫米的PLC液压控制系统与75台千斤顶和72台跟随千斤顶相配合，精确控制桥梁荷重，以平稳实现抬升工程。桥面抬起后，将用切割机切割桥墩，并将编织好的新的钢筋与原有钢筋对接，随后浇灌混凝土。该顶升工程相比起把桥面拆掉重建可节省600万元。整个工程于2008年4月10日正式开工，提升工程于2009年3月19日完成，二环东高架于2009年8月28日正式建成通车。此项目刷新了中国桥面顶升高度与重量的记录。

### 二环东高架南延工程
2016年3月，二环东路南延工程正式开工建设。该项目将整体拆除燕山立交桥的南引桥和经十路西转南的匝道。拆除后，将衔接新建设的二环东路南延高架桥。二环东路南延高架桥向南跨越旅游路，与老虎山隧道相连接。2017年7月1日，济南燕山立交桥南侧上下桥匝道与经十路到二环东路的匝道恢复通车。该工程通过燕山立交桥，将原有的二环东路高架桥与新建设的二环东路高架桥延长线连接在一起，有效缓解济南东部堵车的问题。

## 配套设施

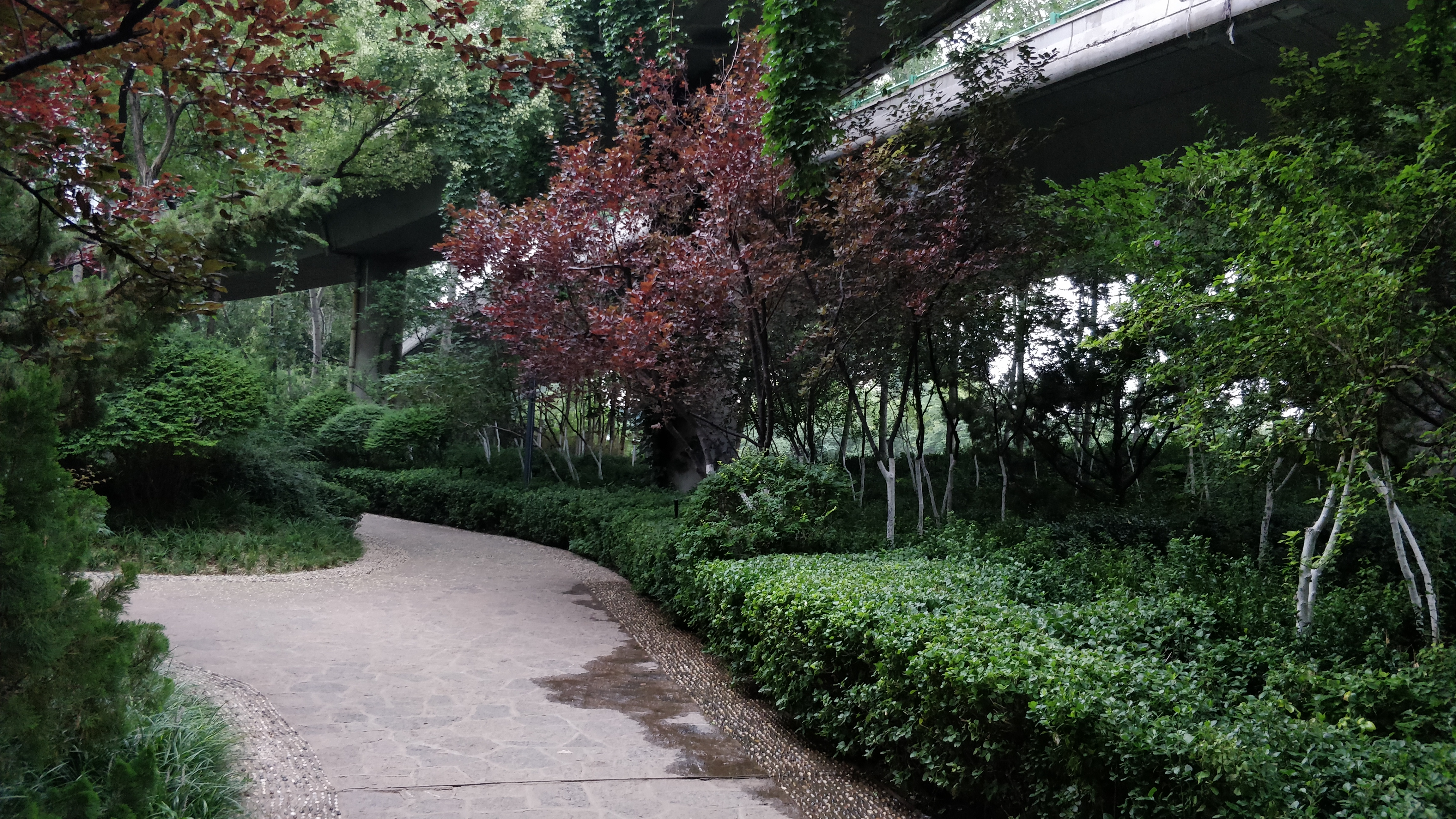
与绿地融为一体的立交桥

燕山立交桥下建有燕山健身广场，占地面积21.6公顷，于2003年10月开工建设，2004年5月建成使用。燕山健身广场将园林设计与立交桥结合在一起，用高大的乔木和绿化减弱高架桥的存在感，建成了园林绿化和生态景观设施。 燕山健身广场利用高架桥对地面空间的分割进行布局，绿化面积达77％。燕山健身广场本着“以人为本”的设计理念，考虑到周围小区居民的健身休闲需求，利用有限的空间资源，建有活动广场、健身道路、健身器材等休闲娱乐设施。燕山健身广场建于高架桥桥体下方，立交桥桥体可以为市民提供一个遮荫避雨的健身空间。广场内的路线设计将路过公园的穿行着与在公园健身的游客进行分流，使游客和穿行者不会干扰到对方的活动。此外，在五一国际劳动节和国庆节等节日期间，济南市园林局也会在燕山立交桥桥体上进行花卉布置

## 相关事件

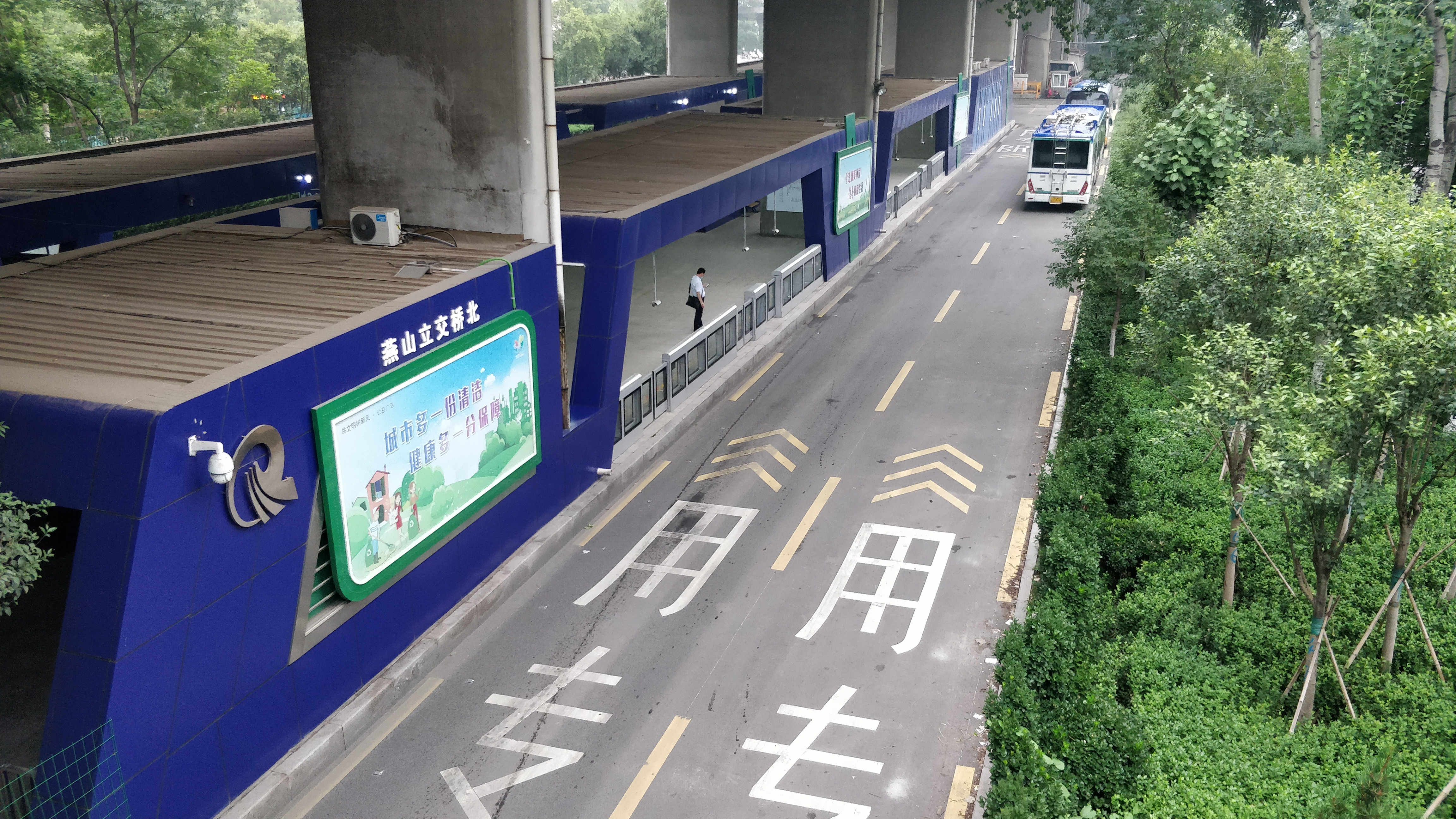
燕山立交桥下的BRT专用道

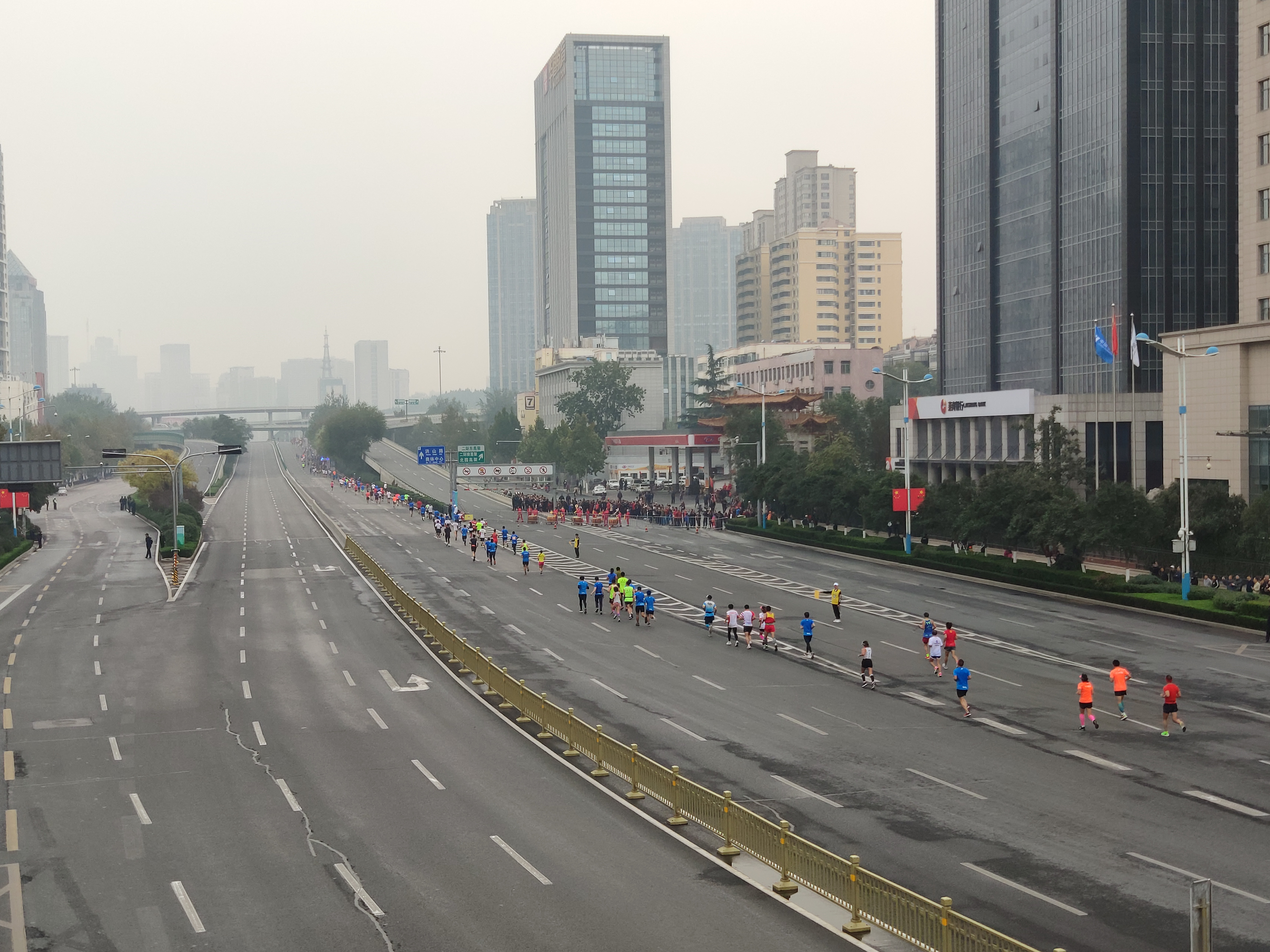
2019济南马拉松比赛路线途径燕山立交桥

从2017年开始，济南市开展“拆违拆临”工作，燕山立交桥下的9处违章建筑被列在了济南市发布的第二期拆违名单中，在3月31日前完成拆除。在燕山立交桥下拆除违章建筑后，燕山立交桥下将建设占地约13,000平米BRT专用车道和公交枢纽。
2008年7月23日，北京奥运会火炬传递济南站的传递路线从山东省体育广场出发，沿经十路一路向东，途径正在进行坡改桥施工的燕山立交桥。在火炬传递的过程中，燕山立交桥的东西侧分别有腰鼓和舞龙等民间艺术表演。2019年11月2日举办的2019济南马拉松的比赛路线也途径燕山立交桥。
在滴滴发布的《中国城市交通出行报告》中，2016上半年拥堵城市排行榜济南市位列第四位。其中，国道G309靠近二环东路附近（即燕山立交桥附近）成为了2016年上半年全国最拥堵的路段。部分市民表示在燕山立交桥上的堵车时间超过半小时。